# Demre
Demre – miasto w Turcji, w prowincji Antalya. W 2019 roku liczyło 17 210 mieszkańców. W starożytności w jego miejscu znajdowało się miasto Myra.